# 알바 파리에티
알바 파리에티(Alba Parietti, 1961년 7월 2일 ~ )는 이탈리아의 배우, 사회자이다.

## 출연 작품
- 푸줏간 여인 (1998)
- 바이 바이 베이비 (1988)